# Bhutan Postal Corporation
La Bhutan Postal Corporation Ltd., ou Bhutan Post, est la société au Bhoutan responsable du fonctionnement du système postal.

## Histoire
Jusqu'en 1996, la poste au Bhoutan était gérée par le Département des postes et télégraphes, qui fait partie du ministère des Communications, mais conformément à la politique de privatisation du gouvernement du Bhoutan, la Bhutan Post fut créée le 1er octobre 1996. En vertu du Bhutan Postal Corporation Act 1999 (BPCA), les administrateurs de la société sont nommés par le gouvernement du Bhoutan et le président est le ministre compétent. Le Bhoutan est membre de l'Union postale universelle (UPU) depuis 1969 et en 1983 a rejoint l'Union postale de l'Asie et du Pacifique.
La Bhutan Post avait un contrat avec l'Inter-Governmental Philatelic Corporation de 1974 à 1992 pour produire un certain nombre de numéros spéciaux par an à vendre sur le marché international pour lesquels ils ont reçu une redevance de 110 000 dollars américains par an.

## Services
Le premier bureau de poste a ouvert à Phuentsholing le 10 octobre 1962. Le développement fut rapide : de 3 bureaux de poste en 1964, elle passe à 33 bureaux de poste en 1971, puis 72 bureaux de poste en 1978, jusqu'à un maximum de 83 bureaux de poste en 1988, après quoi on observe une diminution du nombre de bureaux de poste, jusqu'à 43 en 2010. Elle propose des services postaux usuels, ainsi que des services express nationaux et internationaux et un service philatélique. Une variété de services financiers sont fournis, y compris les mandats et un service Western Union. En vertu de la BPCA 1999, la Bhutan Post détient un monopole du traitement du courrier standard dans le pays.
En novembre 2015, le Bhutan Postal Museum a ouvert au rez-de-chaussée du bâtiment de la poste générale à Thimphou. Elle exploite également un réseau de transport à l'intérieur du pays, et entre les villes frontalières de Phuntsholing et Kolkata en Inde, permettant le déplacement du courrier et de passagers.
La Bhutan Post a introduit en 2010 le premier système de code postal du pays mis en place avec l'aide de l'UPU. Les codes postaux peuvent être recherchés sur le site web de la Bhutan Postal Corporation.